# Тебеняк (Курганская область)
Тебеняк — деревня в Белозерском районе Курганской области. Входит в состав Першинского сельсовета.

## История
До 1917 года входила в состав Тебенякской волости Курганского уезда Тобольской губернии. По данным на 1926 год состояла из 68 хозяйств. В административном отношении входила в состав Тюменцевского сельсовета Белозерского района Курганского округа Уральской области.

## Население
| 1912 | 1926 | 1989 | 2002 | 2010 |
| ---- | ---- | ---- | ---- | ---- |
| 283  | ↗316 | ↘93  | ↗114 | ↘83  |

По данным переписи 1926 года в деревне проживало 316 человек (141 мужчина и 175 женщин), в том числе: русские составляли 98 % населения, поляки — 2 %.